# Celatoria maracasi
Celatoria maracasi là một loài ruồi trong họ Tachinidae.